# Martin Gibbons
Martin Patrick Gibbons (* 1. März 1953 in Kilkenny, County Kilkenny, Irland) ist ein früherer irischer Politiker (Fianna Fáil, Progressive Democrats) und ehemaliger Abgeordneter (Teachta Dála) im Dáil Éireann, dem irischen Unterhaus.
Gibbons Vater war der frühere Minister und Europaabgeordnete James Gibbons. Er wurde 1985 für die Fianna Fáil in den Kilkenny County Council gewählt. Er trat dann allerdings zu den Progressive Democrats über und konnte bei den Wahlen zum Dáil Éireann 1987 einen Sitz im Wahlkreis Carlow–Kilkenny erringen. Bei den Wahlen 1989 verlor er ihn jedoch wieder. Auch der Sitz im Kilkenny County Council musste er nach den Kommunalwahlen 1991 wieder abgeben. 